# Cor Stolzenbach
Cor Stolzenbach ('s-Hertogenbosch, 3 september 1944) is een Nederlands voormalig profvoetballer. De linkervleugelverdediger speelde 393 wedstrijden voor Willem II (1965–1977), waarin hij twee doelpunten maakte.
Na zijn actieve sportcarrière was Stolzenbach onder meer assistent-trainer (1977–1984), jeugdtrainer en afgevaardigde uitwedstrijden van de jeugd bij de Tilburgers.

## Sportieve loopbaan
Stolzenbach begon met voetballen bij de Bossche club Wilhelmina, waarmee hij op zestienjarige leeftijd in het betaald voetbal debuteerde, in de tweede divisie. Willem II liet hem in 1965 overkomen, nadat het zojuist naar de eredivisie was gepromoveerd. Daar bleek hij een met name erg correcte verdediger, getuige de ene gele kaart die hij in twaalf seizoenen in dienst van de club ontving.
Stolzenbach werd in 1964 door Jan Zwartkruis geselecteerd voor het Nederlands Militair Elftal. Willem II benoemde hem in 1995 tot 'Lid van verdienste'.
Behalve bij Willem II, was Stolzenbach ook assistent-trainer bij RKC Waalwijk (1987-1992). Hij was hoofdtrainer van de Tilburgse amateurclubs RKSV Sarto (1984-1987) en TSV LONGA (1992-1995). Vanwege hartritmestoornissen moest Stolzenbach in 1997 stoppen met het geven van trainingen. Daarop werd hij begeleider van de A-junioren en oud-Willem II.
In het kader van 60 jaar Eredivisie in 2016, verrichten clubiconen in speelronde 5 de aftrap van de eredivisiewedstrijden. Bij de uitwedstrijd van Willem II tegen AZ werd Stolzenbach namens de Tilburgers naar voren geschoven.
Stolzenbach is getrouwd en heeft twee zonen.

## Carrièrestatistieken
| Seizoen         | Club            | Land            | Competitie       | Competitie | Competitie | Beker | Beker | Internationaal | Internationaal | Overig | Overig | Totaal | Totaal |
| Seizoen         | Club            | Land            | Competitie       | Wed.       | Dlp.       | Wed.  | Dlp.  | Wed.           | Dlp.           | Wed.   | Dlp.   | Wed.   | Dlp.   |
| --------------- | --------------- | --------------- | ---------------- | ---------- | ---------- | ----- | ----- | -------------- | -------------- | ------ | ------ | ------ | ------ |
| 1960/61         | Wilhelmina      | Nederland       | Tweede divisie   | –          | 0          | –     | 0     | 0              | 0              | –      | –      | –      | 0      |
| 1961/62         | Wilhelmina      | Nederland       | Eerste divisie B | –          | –          | –     | 0     | 0              | 0              | 0      | 0      | –      | –      |
| 1962/63         | Wilhelmina      | Nederland       | Tweede divisie B | –          | 0          | –     | 0     | 0              | 0              | 0      | 0      | –      | 0      |
| 1963/64         | Wilhelmina      | Nederland       | Tweede divisie B | –          | 1          | –     | 1     | 0              | 0              | 0      | 0      | –      | 2      |
| 1964/65         | Wilhelmina      | Nederland       | Tweede divisie B | –          | 0          | –     | 0     | 0              | 0              | 0      | 0      | –      | 0      |
| 1965/66         | Willem II       | Nederland       | Eredivisie       | –          | –          | –     | 0     | 0              | 0              | 0      | 0      | –      | –      |
| 1966/67         | Willem II       | Nederland       | Eredivisie       | –          | –          | –     | 0     | 0              | 0              | 0      | 0      | –      | –      |
| 1967/68         | Willem II       | Nederland       | Eerste divisie   | –          | –          | –     | 0     | 0              | 0              | 0      | 0      | –      | –      |
| 1968/69         | Willem II       | Nederland       | Eerste divisie   | –          | –          | –     | 0     | 0              | 0              | 0      | 0      | –      | –      |
| 1969/70         | Willem II       | Nederland       | Eerste divisie   | –          | –          | –     | 0     | 0              | 0              | 0      | 0      | –      | –      |
| 1970/71         | Willem II       | Nederland       | Eerste divisie   | –          | –          | –     | 0     | 0              | 0              | 0      | 0      | –      | –      |
| 1971/72         | Willem II       | Nederland       | Eerste divisie   | –          | –          | –     | 0     | 0              | 0              | 0      | 0      | –      | –      |
| 1972/73         | Willem II       | Nederland       | Eerste divisie   | –          | –          | –     | 0     | 0              | 0              | 0      | 0      | –      | –      |
| 1973/74         | Willem II       | Nederland       | Eerste divisie   | –          | –          | –     | 0     | 0              | 0              | 0      | 0      | –      | –      |
| 1974/75         | Willem II       | Nederland       | Eerste divisie   | –          | –          | –     | 0     | 0              | 0              | 0      | 0      | –      | –      |
| 1975/76         | Willem II       | Nederland       | Eerste divisie   | –          | –          | –     | 0     | 0              | 0              | 0      | 0      | –      | –      |
| 1976/77         | Willem II       | Nederland       | Eerste divisie   | –          | –          | –     | 0     | 0              | 0              | 0      | 0      | –      | –      |
| Carrière totaal | Carrière totaal | Carrière totaal | Carrière totaal  | –          | –          | –     | 1     | 0              | 0              | –      | –      | –      | –      |